# 伊藤紘一
伊藤 紘一（伊藤 鑛一、いとう こういち）は日本の建築家。母校の助手から竹中工務店を経て日建設計代表取締役を歴任。名古屋にて伊藤建築設計事務所を主宰。

## 代表作品
- 神戸ポートタワー (1963、日本建築学会賞受賞)
- 一宮市市民文化会館
- 高浜市庁舎
- 東海団地倉庫西四区倉庫
- 豊橋丸栄
- 東栄ビル
- 伊勢商工会議所
- 小牧市市民会館
- 桑名市庁舎
- 三井生命伊勢社屋
- 中電ビル西館
- 東邦瓦斯電算機ビル
- 豊和工業東京ビル
- 中京テレビ放送本社屋・放送塔
- 名古屋電気本社ビル
- 朝日麦酒名古屋工場
- 中部電力一宮営業所
- 五反田CSビル
- 愛知県津島勤労会館
- 東海銀行健康保険組合星ヶ丘体育館
- ゼリア新薬工業埼玉工場
- 中電健康保険組合保養所「賢島」
- 国家公務員共済組合大船病院
- 協和銀行箱根保養所
- 東海銀行唐山寮
- 東海銀行下高井戸寮
- 中京相互銀行本店
- 日本開発銀行賢島保養所
- 愛知県和紙のふるさと
- 東晃鋼業本社事務所・本社工場
- 三重県農業技術センター・研修館
- 鈴峰ゴルフクラブ・クラブハウス
- 東名根羽カントリークラブ・クラブハウス
- 岡崎市国民宿舎「桑谷山荘」
- 地方職員共済組合岐阜支部下呂保養所「湯ヶ峰」
- 塚本邸
- 愛知県岩塚住宅
- 常滑商工信用組合本店